# Louis Eustache Ude
Louis-Eustache Ude, (né vers 1769 et mort le 10 avril 1846), chef et auteur, est le chef français le plus connu à Londres jusqu'à l'ère d'Alexis Soyer, de 1837-1850. Ude était le chef de Crockford's, un club de jeu et de restauration à la mode sur St James's Street, Londres. 

## Biographie
Son père, chef à Versailles à Louis XVI, y place son fils comme apprenti dans les cuisines, mais la cuisine ne l'intéresse pas. Après avoir fait son apprentissage chez un bijoutier, puis chez un graveur, et après plusieurs autres métiers, Ude est enfin embauché comme maître d'hôtel de Letizia Bonaparte. Après avoir servi à ce titre pendant un certain temps, il déménage à Londres. Pendant vingt ans, il est maître d'hôtel de William Molyneux, près de Liverpool. Lord Sefton paie Ude généreusement, 300 guinées par an. À sa mort en 1838, il laisse à Ude une rente de 100 guinées par an, bien que le chef ait depuis longtemps quitté son service.  
Ude entre au service du deuxième fils de George III, Frédéric d'York. La mort du duc en 1827 permet à Ude d'occuper le poste de chef de cuisine au club créé par William Crockford, et Ude y devient célèbre. Son salaire de début chez Crockford est de 1 200 livres par an. À son départ en septembre 1838, en raison d'un désaccord salarial, il est remplacé par Charles Elmé Francatelli jusqu'à la fermeture du club en 1845. 
Ude a publié deux livres de cuisine, The French Cook, publié en 1813 alors qu'il était encore attaché à Lord Sefton, et La Science de Gueule.  